# 杏里 ザ・ベスト
『杏里 ザ・ベスト』（あんり ザ・ベスト）は、杏里の初のベスト・アルバム。1980年11月21日発売。発売元はフォーライフ・レコード。規格品番は28K-10。

## 概要
帯コピー
デビュー3年目にして初のベスト・アルバム。アルバム未収録シングル4曲を含む、過去に発売された6枚のシングル盤と2枚のオリジナル・アルバム内の楽曲からセレクトされ収録されている。
現在までCD化は為されておらず、公式ディスコグラフィーでも本作に限って掲載されない事がある。

## 収録曲

### LP / CT
| #  | タイトル               | 作詞       | 作曲     | 編曲     | 時間 |
| -- | ---------------------- | ---------- | -------- | -------- | ---- |
| 1. | 「インスピレーション」 | 尾崎亜美   | 尾崎亜美 | 佐藤準   | 3:30 |
| 2. | 「涙を海に返したい」   | 尾崎亜美   | 尾崎亜美 | 鈴木茂   | 3:26 |
| 3. | 「風のジェラシー」     | 岡田冨美子 | 瀬尾一三 | 瀬尾一三 | 3:20 |
| 4. | 「ときめき」           | 尾崎亜美   | 尾崎亜美 | 鈴木茂   | 3:47 |
| 5. | 「コルドバの踊り子」   | 尾崎亜美   | 尾崎亜美 | 鈴木茂   | 3:35 |
| 6. | 「スリップアウェイ」   | 尾崎亜美   | 尾崎亜美 | 鈴木茂   | 4:24 |

| #  | タイトル                 | 作詞       | 作曲     | 編曲     | 時間 |
| -- | ------------------------ | ---------- | -------- | -------- | ---- |
| 1. | 「オリビアを聴きながら」 | 尾崎亜美   | 尾崎亜美 | 瀬尾一三 | 4:35 |
| 2. | 「そぞろ寒」             | 丸山圭子   | 丸山圭子 | 瀬尾一三 | 3:56 |
| 3. | 「中国人形」             | 尾崎亜美   | 尾崎亜美 | 瀬尾一三 | 3:20 |
| 4. | 「地中海ドリーム」       | 尾崎亜美   | 尾崎亜美 | 鈴木茂   | 3:07 |
| 5. | 「海辺から」             | 三浦徳子   | 杏里     | 鈴木茂   | 4:12 |
| 6. | 「可愛いポーリン」       | 湯川れい子 | 鈴木慶一 | 岡田徹   | 3:49 |